# Erannis brumata-major
Erannis brumata-major là một loài bướm đêm trong họ Geometridae.